# RTP Internacional
RTP Internacional o RTPi es un canal de televisión internacional operado por la empresa estatal Rádio e Televisão de Portugal. Fue el primer canal internacional en transmitir en lengua portuguesa.

## Historia
El 10 de junio de 1992, - día de Camões, de Portugal y de las Comunidades -, se iniciaron las transmisiones de la RTP Internacional vía satélite para un territorio lingüístico de más de 200 millones de habitantes. Inicialmente, con sólo seis horas diarias, la transmisión fue siendo aumentada para las actuales 24 h por día, en lengua portuguesa. 
En 2004 comenzó a emitirse en digital en Europa.
En 2006 se lanzó RTPi Mobile, de manera que el canal portugués puede visualizarse también en teléfonos móviles que dispongan la tecnología para ello.
El 30 de marzo de 2012, cambió su logotipo, dejando de tener semejanzas con el logo de RTP1, por uno de la bandera portuguesa. Volvió a tener semejanzas con ella cuando ambas empezaron a compartir las mismas gráficas, el 6 de enero de 2014.
El 7 de octubre de 2016, volvió a utilizar el símbolo original de RTP, pero esta vez rediseñado y de color azul. Es parte de un proceso de rebranding de todos los medios del grupo. Su logo en pantalla ahora sólo dice RTP.

## Recepción de la señal
Dispone de una red base de satélites que permiten la recepción en cualquier punto del globo, así como la redistribución de la señal para diferentes plataformas digitales vía satélite. La RTPi tiene aún una fuerte penetración en las redes de cable, manteniendo relaciones contractuales con decenas de distribuidores locales en todos los continentes, siendo el potencial de suscriptores que diariamente reciben la RTPi a través de redes de cable, sistemas MMDS y plataformas digitales DTH, cerca de 20 millones de hogares en todo el mundo. 

## Programación
La RTP Internacional sigue el modelo de programación de servicio público, asumiéndose como un canal generalista. Sus contenidos provienen de los canales nacionales y regionales de la RTP, de las estaciones de televisión privadas SIC y TVI, y también de producción propia, en especial, con origen en las comunidades portuguesas. 
Pero además de los programas de información, ficción, entretenimiento, culturales, documentales, musicales, infantiles y juveniles, las transmisiones de fútbol portugués destacan como imagen de marca de este canal. 
Dado el lenguaje universal de sus programas para públicos que no sólo los de habla portuguesa, la RTPi está trabajando en el subtitulado de parte de su programación en inglés.
Servicios informativos
- Bom Dia Portugal
- Jornal da Tarde
- Telejornal
- Portugal em Direto
- 360
- 24 Horas
- Manchetes 3
- Notícias do Atlântico (con la RTP Madeira)

Debates
- O Direito e o Avesso
- Os Números do Dinheiro
- Trio d'Ataque (fútbol)
- Pontapé de Saída (fútbol)
- A Grande Entrevista
- Parlamento
- Decisão Nacional

Programas Musicales
- Poplusa
- Só Visto

Programas Documentales
- A alma e a gente
- Andar por cá
- Biosfera
- A hora do baco

Programas informativos
- Linha da Frente
- Sexta às 9
- Voz do Cidadão

Programas de humor
- Telerural
- Os contemporâneos
- Donos disso Tudo

Programas de entretenimiento
- O Preço Certo
- The Big Picture

Deportes
- Un partido del Campeonato Portugués de Fútbol por semana.
- Ciertos partidos de la Selección Nacional de Fútbol portuguesa, generalmente en casa.
- Ciertos partidos de otros deportes que no son el fútbol, en directo o en diferido (fútbol sala, balón mano, hockey sobre patines ...)

Telenovelas
- Amanhecer
- Vila Faia
- O olhar da Serpente
- Resistirei
- Vingança
- Bem-Vindos a Beirais
- Aqui Tão Longe

Series
- Pai à força
- Conta-me como foi

Talk Shows
- A Praça
- Agora Nós
- Aqui Portugal
- Atlântida
- Portugal Sem Fronteiras

## Identidad Visual

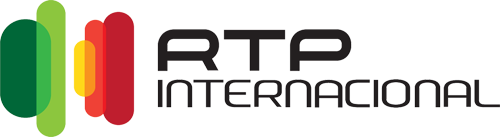
2012-2016
Desde 2016